# Penvénan
Penvénan [pɛnvenɑ̃] est une commune française située dans le département des Côtes-d'Armor, la région Bretagne, et le pays historique du Trégor.
Ses habitants sont les Penvénanais et les Penvénanaises.
Port-Blanc et Buguélès sont les noms des stations balnéaires et des ports de plaisance situés sur la commune de Penvénan.

## Géographie

### Description
La commune est côtière mais le village est à 3,4 km de Port-Blanc, le port le plus proche.
Le village est traversé par la D 31 reliant Lannion (16 km au sud-ouest) et Plougrescant (7 km au nord-est) ; et par la D 74 venant de vers Langoat (7,6 km au sud).

### Communes limitrophes
| Manche                    | Manche            | Manche              |
| Trévou-Tréguignec         | Penvénan          | Manche Plougrescant |
| Trévou-Tréguignec, Camlez | Camlez, Plouguiel | Plouguiel           |

### Hydrographie
Pour un article plus général, voir Réseau hydrographique des Côtes-d'Armor.
La commune est située dans le bassin Loire-Bretagne. Elle est drainée par le Lizildry,.

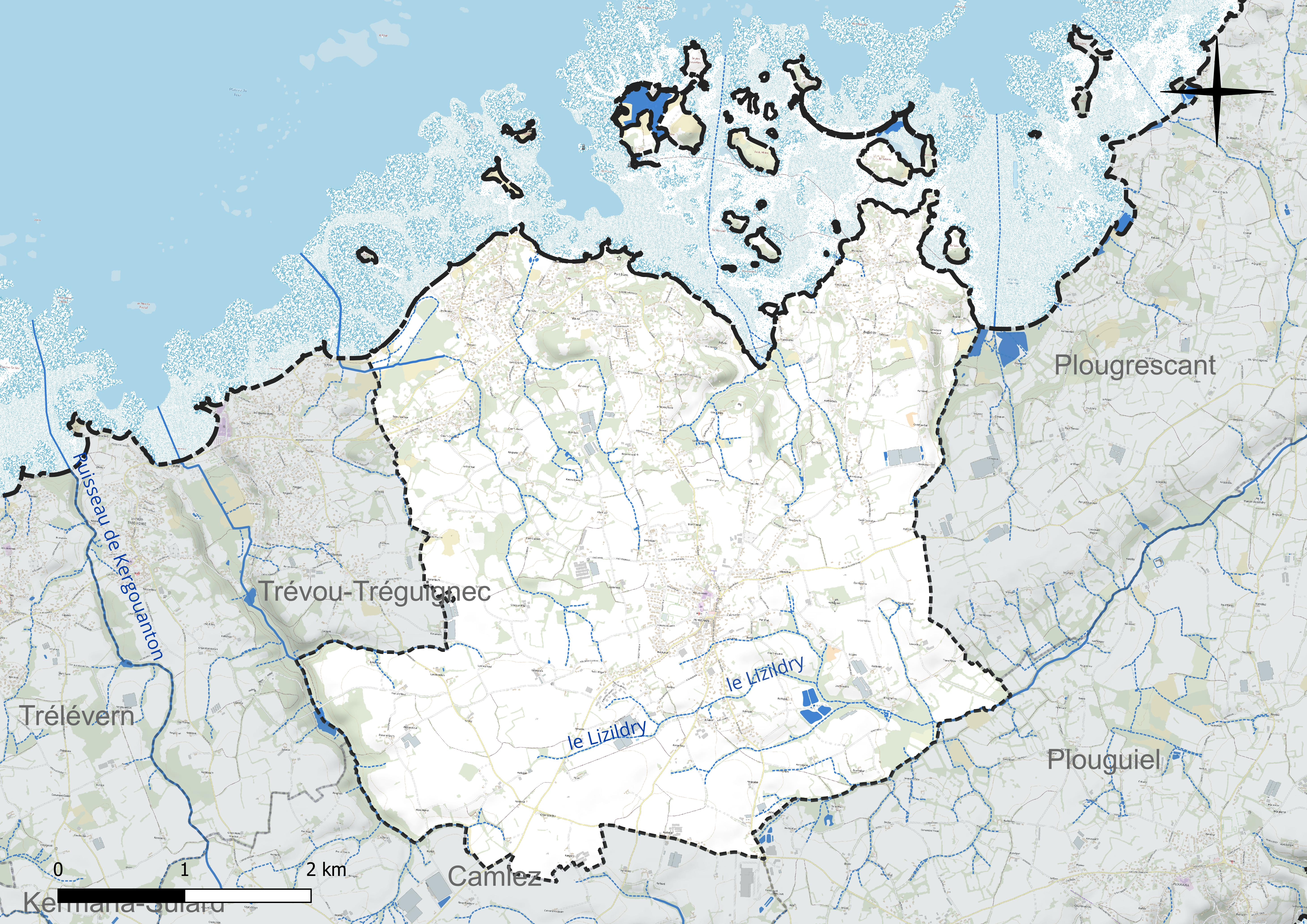
Réseau hydrographique de Penvénan.

### Climat
Pour des articles plus généraux, voir Climat de la Bretagne et Climat des Côtes-d'Armor.
En 2010, le climat de la commune est de type climat océanique franc, selon une étude du Centre national de la recherche scientifique s'appuyant sur une série de données couvrant la période 1971-2000. En 2020, Météo-France publie une typologie des climats de la France métropolitaine dans laquelle la commune est exposée à un climat océanique et est dans la région climatique Finistère nord, caractérisée par une pluviométrie élevée, des températures douces en hiver (6 °C), fraîches en été et des vents forts. Parallèlement l'observatoire de l'environnement en Bretagne publie en 2020 un zonage climatique de la région Bretagne, s'appuyant sur des données de Météo-France de 2009. La commune est, selon ce zonage, dans la zone « Littoral », exposée à un climat venté, avec des étés frais mais doux en hiver et des pluies moyennes.
Pour la période 1971-2000, la température annuelle moyenne est de 11,2 °C, avec une amplitude thermique annuelle de 10 °C. Le cumul annuel moyen de précipitations est de 813 mm, avec 13,6 jours de précipitations en janvier et 7,4 jours en juillet. Pour la période 1991-2020, la température moyenne annuelle observée sur la station météorologique la plus proche, située sur la commune de La Roche-Jaudy à 8 km à vol d'oiseau, est de 11,8 °C et le cumul annuel moyen de précipitations est de 887,1 mm,. Pour l'avenir, les paramètres climatiques de la commune estimés pour 2050 selon différents scénarios d'émission de gaz à effet de serre sont consultables sur un site dédié publié par Météo-France en novembre 2022.

## Urbanisme

### Typologie
Au 1er janvier 2024, Penvénan est catégorisée commune rurale à habitat dispersé, selon la nouvelle grille communale de densité à 7 niveaux définie par l'Insee en 2022.
Elle est située hors unité urbaine. Par ailleurs la commune fait partie de l'aire d'attraction de Lannion, dont elle est une commune de la couronne,. Cette aire, qui regroupe 40 communes, est catégorisée dans les aires de 50 000 à moins de 200 000 habitants,.
La commune, bordée par la Manche, est également une commune littorale au sens de la loi du 3 janvier 1986, dite loi littoral. Des dispositions spécifiques d’urbanisme s’y appliquent dès lors afin de préserver les espaces naturels, les sites, les paysages et l’équilibre écologique du littoral, tel le principe d'inconstructibilité, en dehors des espaces urbanisés, sur la bande littorale des 100 mètres, ou plus si le plan local d’urbanisme le prévoit.

### Occupation des sols
L'occupation des sols de la commune, telle qu'elle ressort de la base de données européenne d’occupation biophysique des sols Corine Land Cover (CLC), est marquée par l'importance des territoires agricoles (65,7 % en 2018), en diminution par rapport à 1990 (75,6 %). La répartition détaillée en 2018 est la suivante :
zones agricoles hétérogènes (34,8 %), terres arables (29,9 %), zones urbanisées (22,2 %), forêts (5,2 %), milieux à végétation arbustive et/ou herbacée (4,6 %), zones humides côtières (2,3 %), prairies (1 %). L'évolution de l’occupation des sols de la commune et de ses infrastructures peut être observée sur les différentes représentations cartographiques du territoire : la carte de Cassini (XVIIIe siècle), la carte d'état-major (1820-1866) et les cartes ou photos aériennes de l'IGN pour la période actuelle (1950 à aujourd'hui).

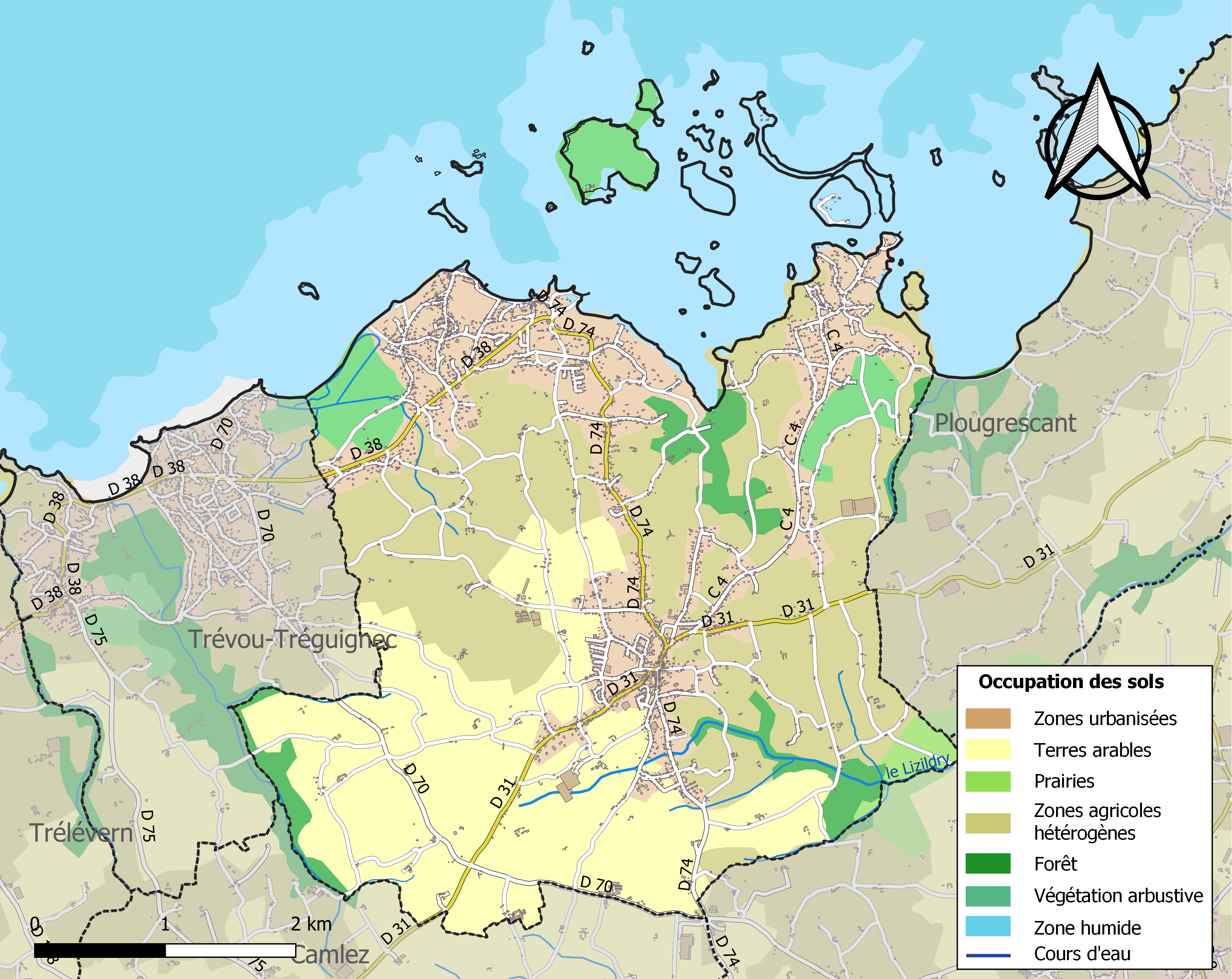
Carte des infrastructures et de l'occupation des sols de la commune en 2018 (CLC).

## Toponymie
Le nom de la localité est attesté sous les formes Penguennan en 1160, Penvennan en 1163, Penguennan en 1165, Peneguan en 1188, Penguennan et Penvennan en 1330, Penguenan en 1429, Penguennan en 1516, Penguenan en 1636, Penvenant en 1779.
Penvénan s’écrivant autrefois Penguennan et Penvennan. Penquenan ou Kenan pourrait bien rappeler Saint-Kenan (Ve siècle). On peut encore interpréter Penguenan, comme « extrémité du territoire de Guénan ».
Le nom breton de la commune est Penwenan.

## Histoire

### Préhistoire
L'occupation humaine sur le territoire de la commune est attestée dès le Néolithique comme en témoignent encore le dolmen de l'île Saint-Gildas, les nombreux menhirs (Kerbeulven, Kergastel, Kermarquer, Kervéniou, Pellinec), le tumulus de Tossen-Kelen et les sépultures de Roch-Las-en-Port-Blanc. Plusieurs autres mégalithes (Crec'h-Bleiz, Pennerez-ar-Guelennou, Guernotier, île Balanec, Keribot) signalés au XIXe siècle ont été depuis détruits ou sont disparus.

### Moyen Âge
En août 1399, Henri de Bolingbroke, duc de Lancastre, futur roi Henri IV d'Angleterre, armé et équipé par le duc de Bretagne, part de Port-Blanc avec dix navires et fait voile vers l'Angleterre pour réclamer ses titres et terres que le roi Richard II lui a confisqués. Il déposera ce roi et se fera couronner à sa place sous le nom d'Henri IV. Dans sa pièce Richard II, Shakespeare cite Port-Blanc à l'acte II scène 1 vers 277.

### Révolution
La loi du 14 décembre 1789 découpe la France en départements, districts et cantons. Le canton de Penvénan est créé faisant ainsi partie des 90 cantons du département. Les communes de Plougrescrant, Trélévern, Trévou-Tréguignec, Coatreven et Trézény en font partie. Toutefois, cette existence sera de courte durée. Pour des raisons d'économie, en 1800, les subdivisions administratives sont revues et Penvénan redevient une simple commune, comme 48 autres communes du département.

### LeXXesiècle

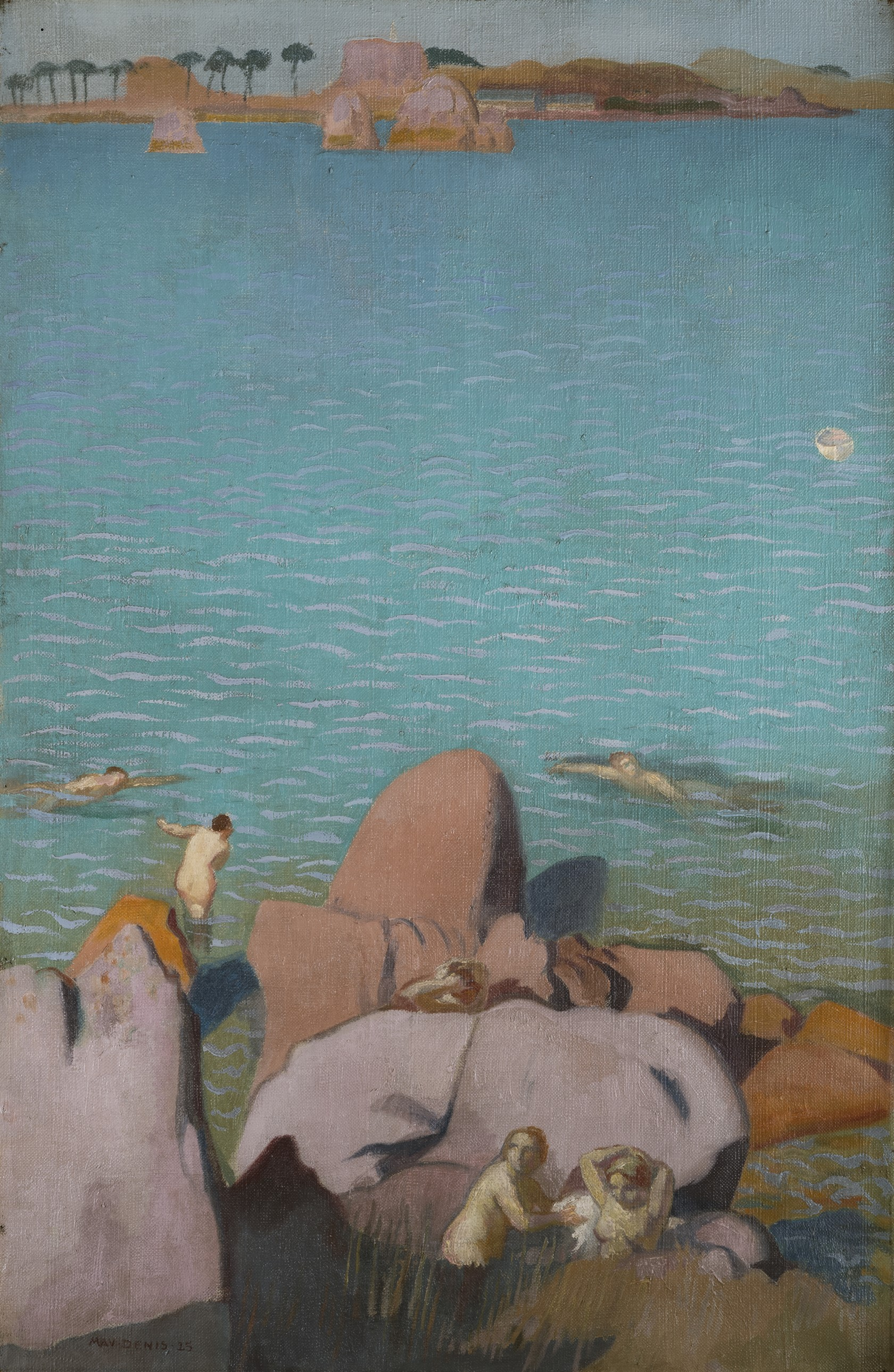
Baigneuses à Port-Blanc, par Maurice Denis en 1925.

#### Les guerres duXXesiècle
Le monument aux morts porte les noms de 162 soldats morts pour la Patrie :
- 110 sont morts durant la Première Guerre mondiale ;
- 52 sont morts durant la Seconde Guerre mondiale.

Au cours d'un transport d'armes, Roger Bervet, originaire de Paris, fut arrêté en même temps que cinq autres de ses camarades le 6 juin 1944 à Penvénan. Emmené à la feldgendarmerie de Plouaret où il fut atrocement torturé, Roger Bervet fut aperçu pour la dernière fois à Lanvollon en même temps que ses compagnons d'infortune. On ignore le lieu où il a été exécuté car le corps n'a jamais été retrouvé. Il avait 24 ans.

### Époque contemporaine
Penvénan a accueilli de grands auteurs comme Anatole Le Braz, qui a défendu le patrimoine culturel de la commune et du Trégor, notamment les contes et légendes ; ou Jean Guéhenno de l'Académie française, ainsi que des peintres, des musiciens et des personnalités marquantes de la Résistance comme André Postel-Vinay, Pierre Lefaucheux, et Marie-Hélène Lefaucheux qui eut un rôle marquant sur l'évolution du droit international des femmes.

#### La Belle Époque
En 1902, l'abbé Camus, recteur de Penvénan, se justifie d'utiliser la langue bretonne : « Messieurs les instituteurs, eux aussi, font dans ce pays un usage fréquent du breton, même en public. C'est ainsi que M. le directeur de notre école communale ne craint nullement de se compromettre en faisant son petit prône en breton à la population réunie sur la place du bourg. (...) Et les candidats au Conseil général, à la députation, en quelle langue débitent-ils leurs boniments ? En breton, en très mauvais breton parfois, mais toujours en breton, et il le faut bien, car c'est pour eux le seul moyen de se faire comprendre de la population.

## Politique et administration

### Rattachements administratifs et électoraux
Rattachements administratifs
La commune se trouve dans l'arrondissement de Lannion du département des  Côtes-d'Armor.
Elle faisait partie depuis 1801 du canton de Tréguier. Dans le cadre du redécoupage cantonal de 2014 en France, cette circonscription administrative territoriale a disparu, et le canton n'est plus qu'une circonscription électorale.
Rattachements électoraux
Pour les élections départementales, la commune est  depuis 2014 le bureau centralisateur d'un nouveau  canton de Tréguier
Pour l'élection des députés, elle fait partie de la cinquième circonscription des Côtes-d'Armor.

### Intercommunalité
Maricourt était membre de la communauté de communes des Trois Rivières, un établissement public de coopération intercommunale (EPCI) à fiscalité propre créé fin 1995 et auquel la commune avait transféré un certain nombre de ses compétences, dans les conditions déterminées par le code général des collectivités territoriales.
En 2013, cette intercommunalité a fusionné avec la  communauté de communes du Pays Rochois pour former la communauté de communes du Haut-Trégor, qui, elle-même, a fusionné avec ses voisines pour former, le 1er janvier 2017, la communauté d'agglomération dénommée Lannion-Trégor Communauté, dont la commune est désormais membre.

### Tendances politiques et résultats
Au premier tour des élections municipales de 2014 dans les Côtes-d'Armor, la liste DVD menée par Michel Deniau, le maire sortant, remporte la majorité absolue des suffrages exprimés, avec 890 voix (52,07 %, 18 conseillers municipaux dont 4 conseillers communautaires élus), devançant la liste PS menée par Alain Hamel (819 voix, 47,92 %, 5 conseillers municipaux dont un communautaire), lors d'un scrutin marqué par 26,38 % d'abstention.
Au second tour des élections municipales de 2020 dans les Côtes-d'Armor, marqué par une quadrangulaire, la liste DVD menée par Denise Prud'homm remporte la majorité des suffrages, avec 552 voix (36,65 %, 16 conseillers municipaux dont 2 communautaires), devançant respectivement celles menées par  :
- Monique Garel — soutenue par le maire sortant qui ne se représentait pas — (DVD, 488 voix, 32,40 %, 4 conseillers municipaux élus), ;
- Graziella Segoni (DVG, 325 voix, 21,58 %, 2 conseillers municipaux élus) :
- Denis Baulier (app. GE, 141 voix, 9,36 %, 1 conseiller municipal élu)

lors d'un scrutin où 35,45 % des électeurs se sont abstenus

### Politique de développement durable
La commune de Penvénan a rejoint BRUDED en 2006, un réseau d'échanges entre communes et intercommunalités engagées dans le développement durable. BRUDED signifie Bretagne Rurale et Rurbaine pour un développement durable et compte des adhérents répartis sur toute la Bretagne et la Loire-Atlantique. À travers ce réseau, les élus peuvent partager leur culture du développement durable lors de visites et de rencontres, échanger autour de leurs projets et offrir une meilleure visibilité à leurs actions.

### Jumelages
Castlecomer (Irlande)

## Démographie
L'évolution du nombre d'habitants est connue à travers les recensements de la population effectués dans la commune depuis 1793. Pour les communes de moins de 10 000 habitants, une enquête de recensement portant sur toute la population est réalisée tous les cinq ans, les populations de référence des années intermédiaires étant quant à elles estimées par interpolation ou extrapolation. Pour la commune, le premier recensement exhaustif entrant dans le cadre du nouveau dispositif a été réalisé en 2007.

En 2022, la commune comptait 2 548 habitants, en évolution de −0,89 % par rapport à 2016 (Côtes-d'Armor : +1,78 %, France hors Mayotte : +2,11 %).
| 1793  | 1800  | 1806  | 1821  | 1831  | 1836  | 1841  | 1846  | 1851  |
| ----- | ----- | ----- | ----- | ----- | ----- | ----- | ----- | ----- |
| 2 949 | 1 978 | 2 183 | 2 196 | 2 318 | 2 459 | 2 753 | 2 913 | 3 003 |

| 1856  | 1861  | 1866  | 1872  | 1876  | 1881  | 1886  | 1891  | 1896  |
| ----- | ----- | ----- | ----- | ----- | ----- | ----- | ----- | ----- |
| 3 039 | 3 042 | 3 095 | 3 117 | 3 257 | 3 200 | 3 167 | 2 957 | 2 776 |

| 1901  | 1906  | 1911  | 1921  | 1926  | 1931  | 1936  | 1946  | 1954  |
| ----- | ----- | ----- | ----- | ----- | ----- | ----- | ----- | ----- |
| 2 660 | 2 743 | 2 779 | 2 957 | 2 923 | 2 903 | 2 756 | 2 722 | 2 431 |

| 1962  | 1968  | 1975  | 1982  | 1990  | 1999  | 2006  | 2007  | 2012  |
| ----- | ----- | ----- | ----- | ----- | ----- | ----- | ----- | ----- |
| 2 551 | 2 508 | 2 614 | 2 450 | 2 489 | 2 434 | 2 562 | 2 580 | 2 589 |

| 2017  | 2022  | - | - | - | - | - | - | - |
| ----- | ----- | - | - | - | - | - | - | - |
| 2 538 | 2 548 | - | - | - | - | - | - | - |

## Culture locale et patrimoine

### Langue bretonne
Le nom en breton de la commune est Perwenan.
L'adhésion à la charte Ya d'ar brezhoneg a été votée par le Conseil municipal le 16 janvier 2007.
À la rentrée 2017, 60 élèves étaient scolarisés dans la filière bilingue publique (soit 26,8 % des enfants de la commune inscrits dans le primaire).

### Lieux et monuments
- La chapelle Notre-Dame de Port-Blanc date du XVIe siècle. Elle est partiellement classée au titre des monuments historiques[40].
- La chapelle Saint-Nicolas de Buguélès, probablement datée du XVIIe siècle.
- La chapelle Saint-Gonval est un édifice située dans l'ancienne frairie de Trégonval datant probablement du XVIIIe siècle.
- Corps de garde du Port-Blanc.
  - Sentinelle.
  - Poudrière.
  - Batterie (Rocher du Voleur).
- Le moulin à marée de Buguélès ; construit en 1835, couvert de tuiles d'origine anglaise, il est situé sur une digue reliant l'île Balanec et l'île Ozac'h.
- Le manoir de Kerbeulven, inscrit au titre des monuments historiques[41] et le colombier du manoir de Kerbeulven.
- Plusieurs mégalithes et sépultures :
  - Sépulture néolithique de Roch-Las-en-Port-Blanc, classée au titre des monuments historiques[42] ;
  - Le menhir de Kervéniou, classé au titre des monuments historiques[43] ;
  - Le menhir de Kerbeulven, inscrit au titre des monuments historiques[44].
- Selon la légende, l'île de Groagez (ile aux femmes), au large de Port-Blanc, aurait abrité une « fée de la mer », la Groac'had vor[45] ;
- Marécages de Penvénan, dans l'anse de Pellinec, entre Buguélès et Port-Blanc.
- Les îles de Buguélès, composées, entre autres, de l'île Illiec et son sillon de galets abritant des espèces rares de faune et de flore.
- L'île Saint-Gildas, célèbre pour son pardon aux chevaux, à Port-Blanc.
- L'église Notre-Dame, dans le bourg de Penvénan.

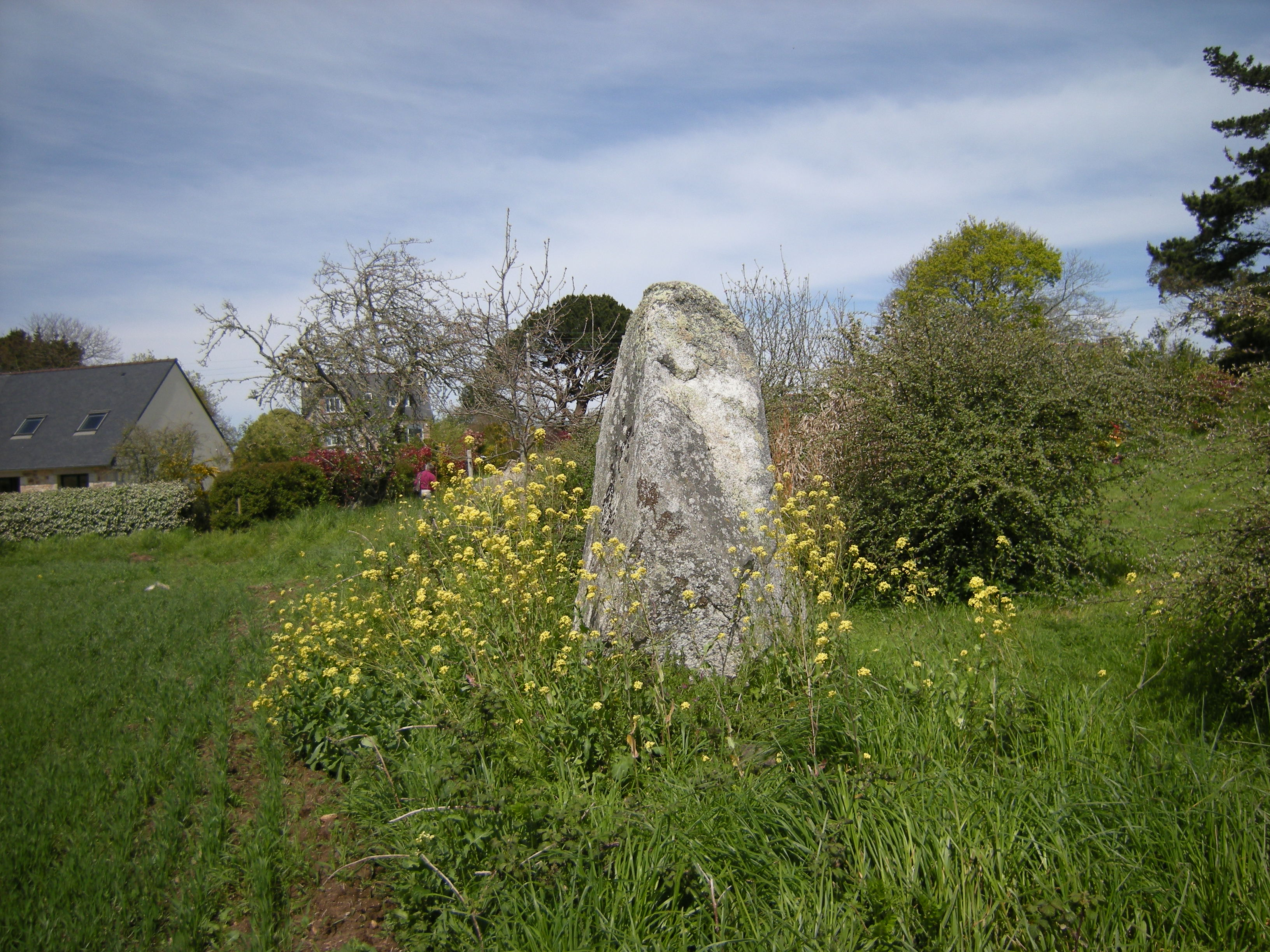
Menhir de Kervéniou.
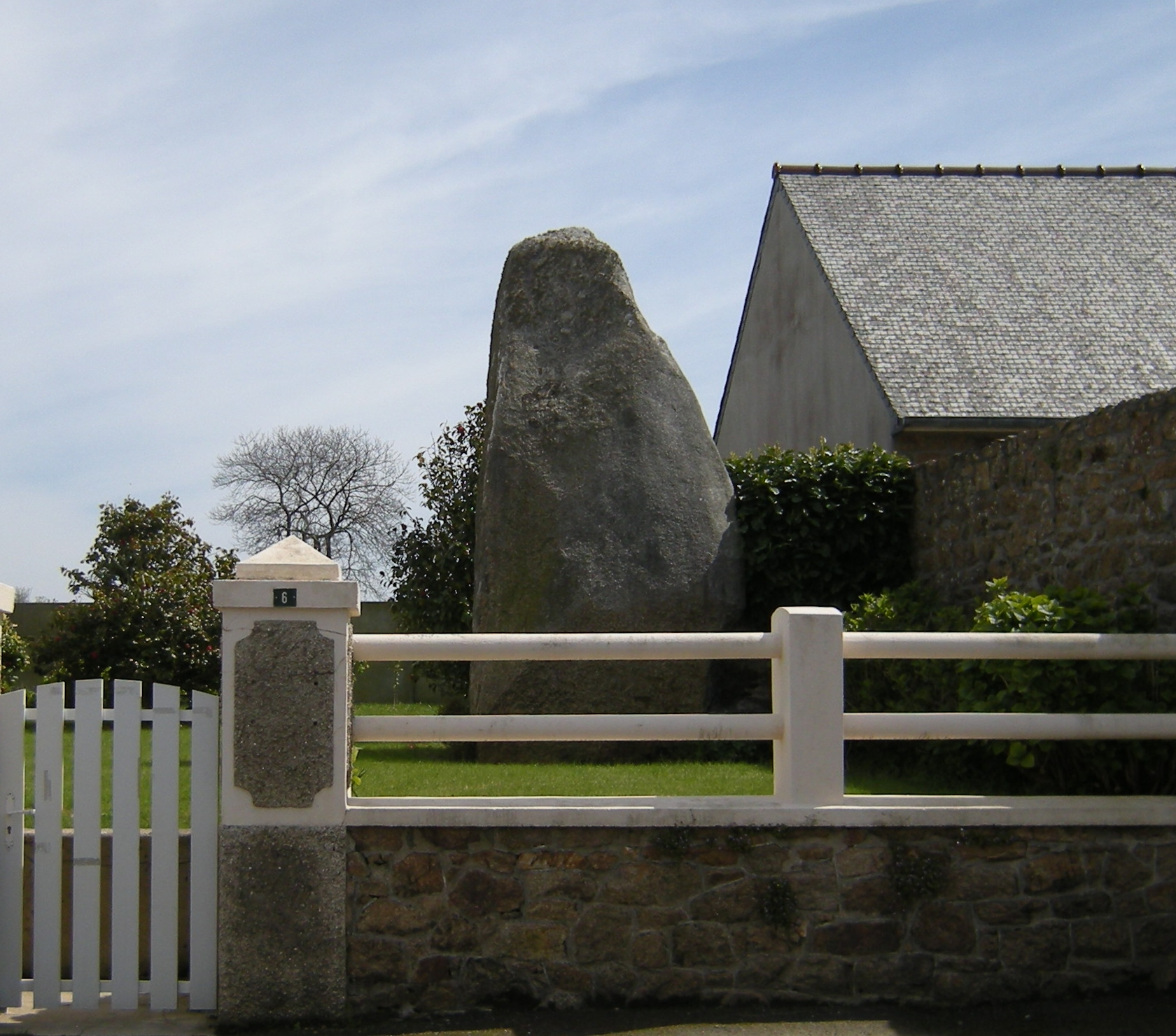
Menhir de Kerbelven.
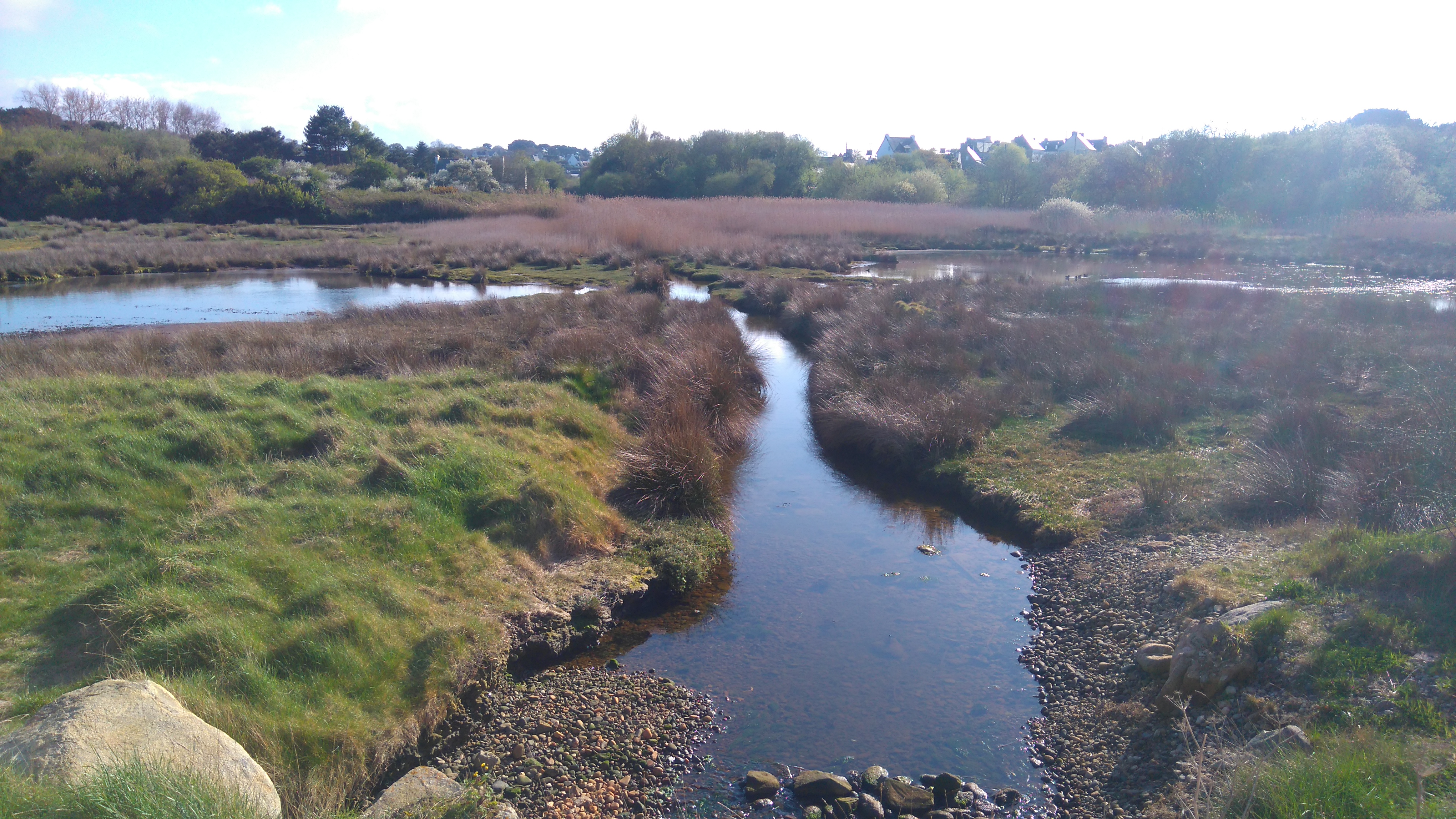
Marécage de Penvénan.
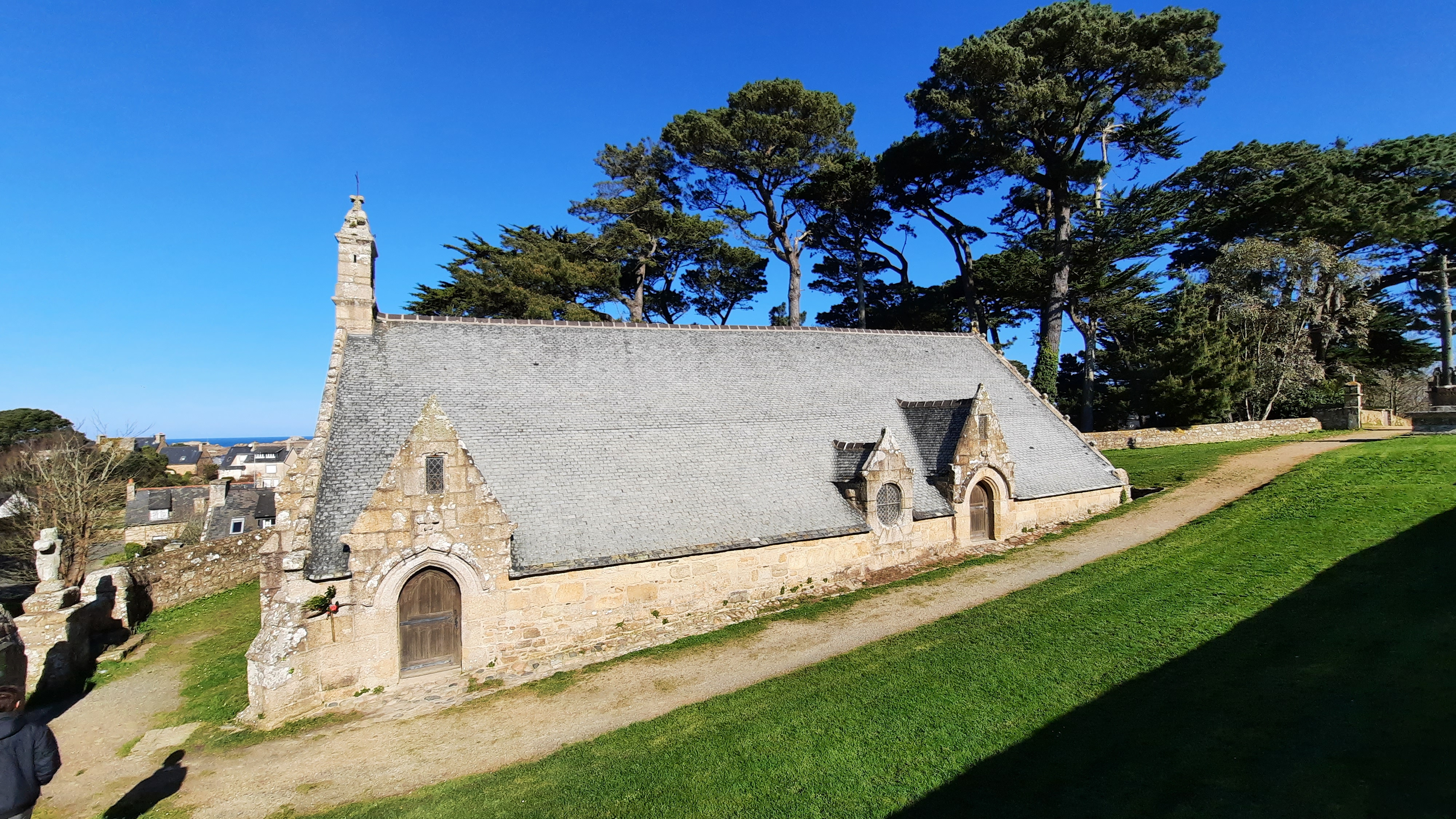
Chapelle Notre-Dame de Port-Blanc.
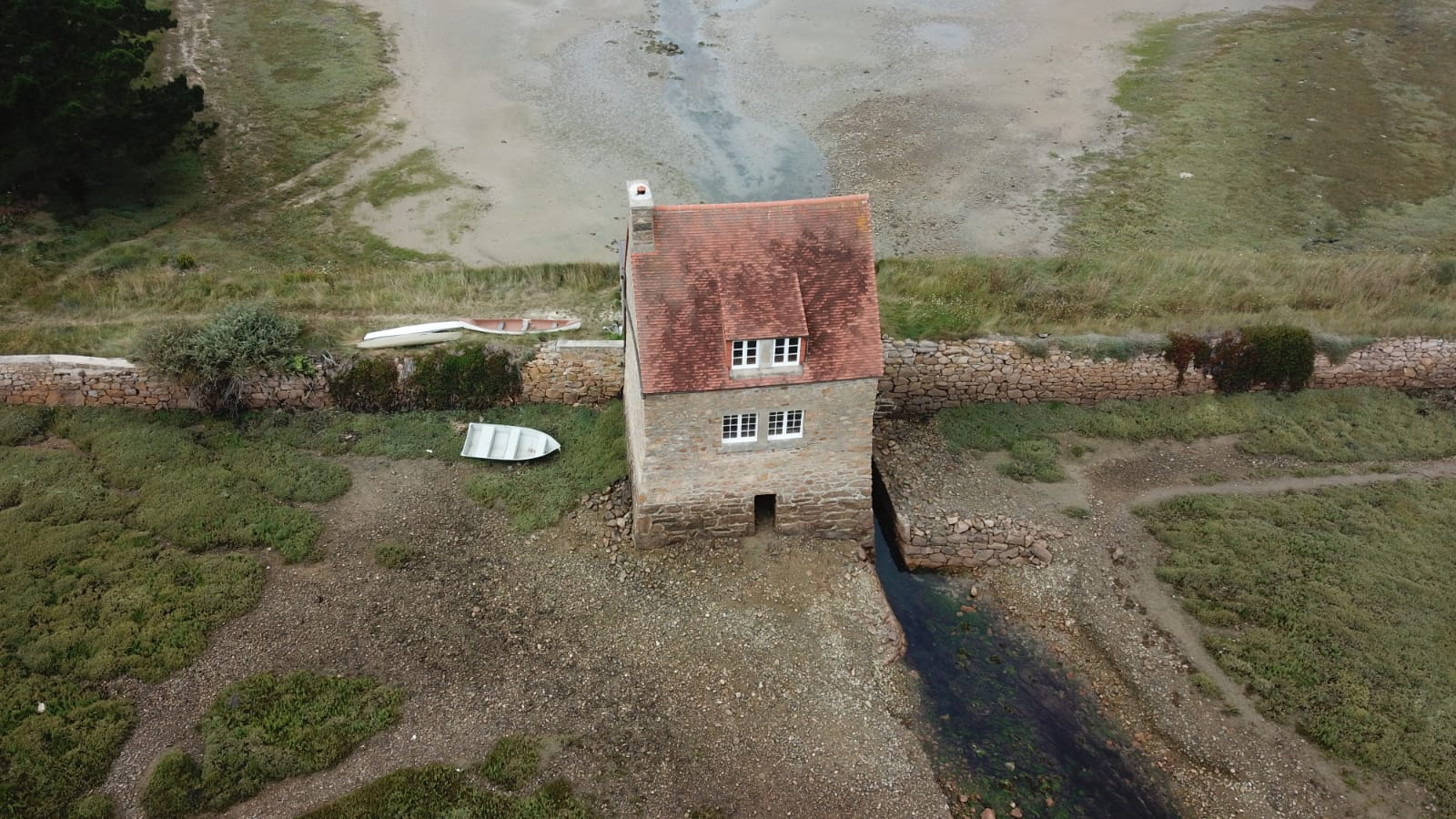
Moulin à marée de Buguélès
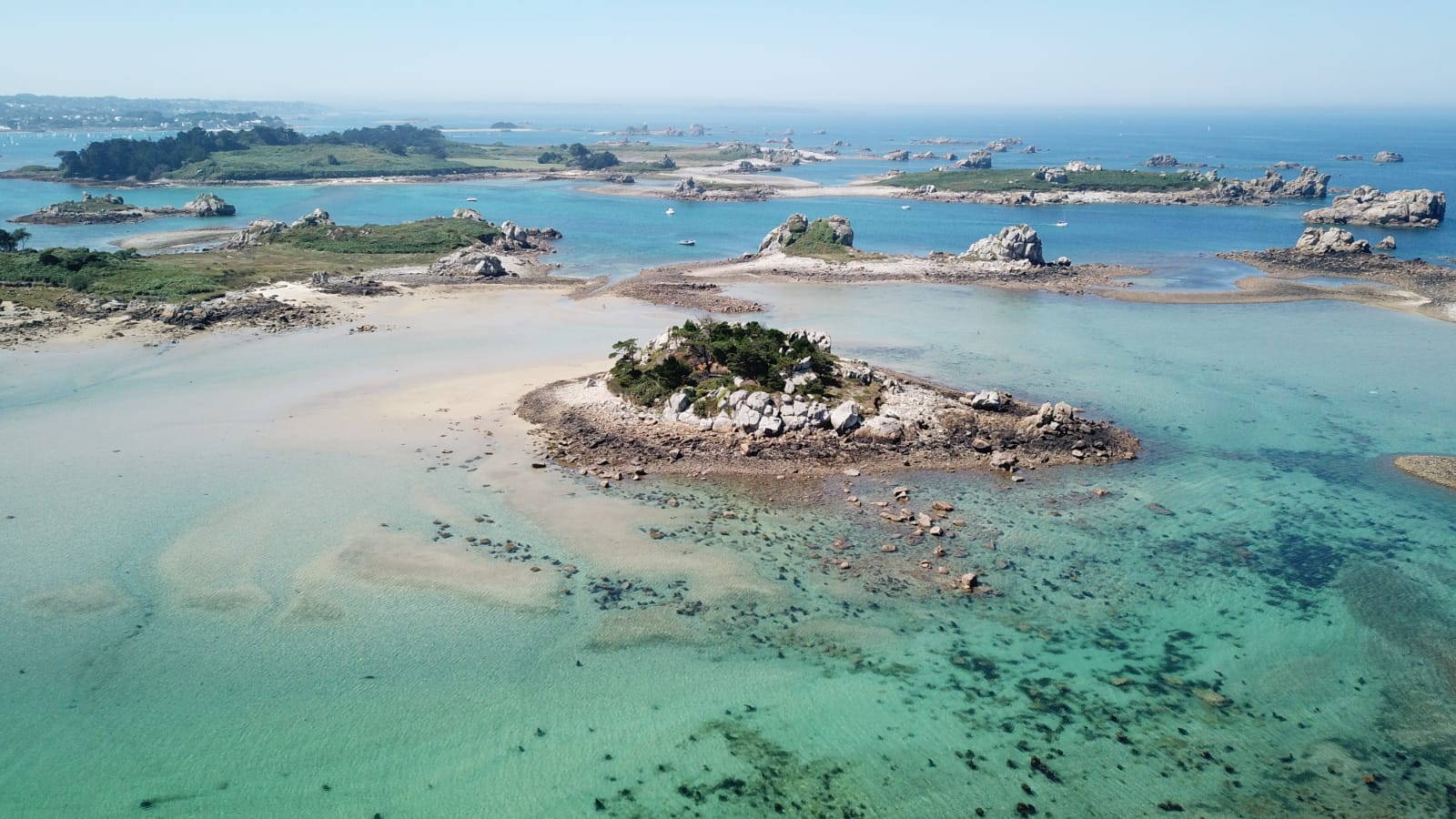
Îles de Buguélès

### Personnalités liées à la commune

#### Naissance à Penvénan
- Charles-Marie Guillois (1910-1994), résistant, fut un temps la « voix bretonne de la France Libre ».
- Yves Le Cozannet, né à Penvénan en 1898, député des Côtes-d'Armor (1930-1932 puis 1951-1955).

#### Décès à Penvénan
- Jean-Loup Avril, décédé à Penvénan en 2015, écrivain et bactériologiste.
- Paul Schmidt, décédé à Penvénan en 1983, agent des services spéciaux de la France libre, compagnon de la Libération.

#### Résidence à Penvénan
- Ambroise Thomas (1811 - 1896), achète l'Île Illiec (Ziliec en breton, soit "île aux congres") vers 1860 à la famille Portal de Goasmeur. L'île est rachetée en 1938 par le colonel Charles Lindbergh.
- Jules de Cuverville (1834 - 1912), propriétaire du château de Crec'h Bleiz.
- Anatole Le Braz (1859 - 1926), né à Saint-Servais (Côtes-d'Armor), écrivain et folkloriste qui avait sa maison à Port-Blanc.
- Augustin Hamon (1862-1945), originaire de Saint-Nazaire, ayant grandi à Paris, puis s’étant installé à Port-Blanc en 1904, était un véritable homme d’influence pour certains mouvements bretons.
- Théodore Botrel (1868 - 1925), avant de venir habiter à Pont-Aven.
- Alexis Carrel (1873 - 1944), prix Nobel de médecine et propriétaire de l'île Saint-Gildas.
- Aldous Huxley (1894 - 1963), écrivain, avait également une résidence secondaire dans le village de Port-Blanc.
- Marie Curie, enceinte d'Irène, réside à l’hôtel des Roches grises durant l'été 1897.
- Charles Lindbergh (1902 - 1974), le célèbre aviateur, a vécu sur l'île Illiec au large de Buguélès, fuyant New York et ses ennuis avec la mafia.
- Marie-Hélène Lefaucheux (1904-1964), femme politique, résistante, promotrice des droits de la femme à l'ONU a résidé au Port-Blanc et possédait l'île des femmes.
- Tina Weymouth, chanteuse et bassiste du groupe Talking Heads[46].
- Claire Leroy (1980), championne du monde 2007 et 2008 de match racing.
- Philippe Erulin, décédé en 1979, commandant le 2e REP lors de l'opération Bonite à Kolwezi (Zaïre) en mai 1978. Il séjournait régulièrement en famille à Port-Blanc.

### Héraldique
| Blason | Blasonnement : De sinople à trois chevrons d'argent remplis de gueules, accompagnés de trois abeilles d'or ; au chef d'hermine. |